# Léopold Ahouéya
Léopold Ahouéya (* im 20. Jahrhundert; † 8. Februar 2006) war ein beninischer Militär und Minister in der Volksrepublik Benin.

## Leben
Ahouéya, ein Mitglied der Fon, setzte sich bereits früh für das Regime von Mathieu Kérékou ein. Er wurde schnell befördert und 1974 als Verkehrsminister in das Kabinett geholt. Von 1988 bis 1990 wirkte er als Präfekt des Départements Zou. Später übernahm Ahouéya die Leitung der Gemeinschaft pensionierter Militäroffiziere.